# 香長平野
香長平野（かちょうへいや）は、高知県の中央部に位置する高知平野のうち、旧香美郡および旧長岡郡に属する部分をいう。

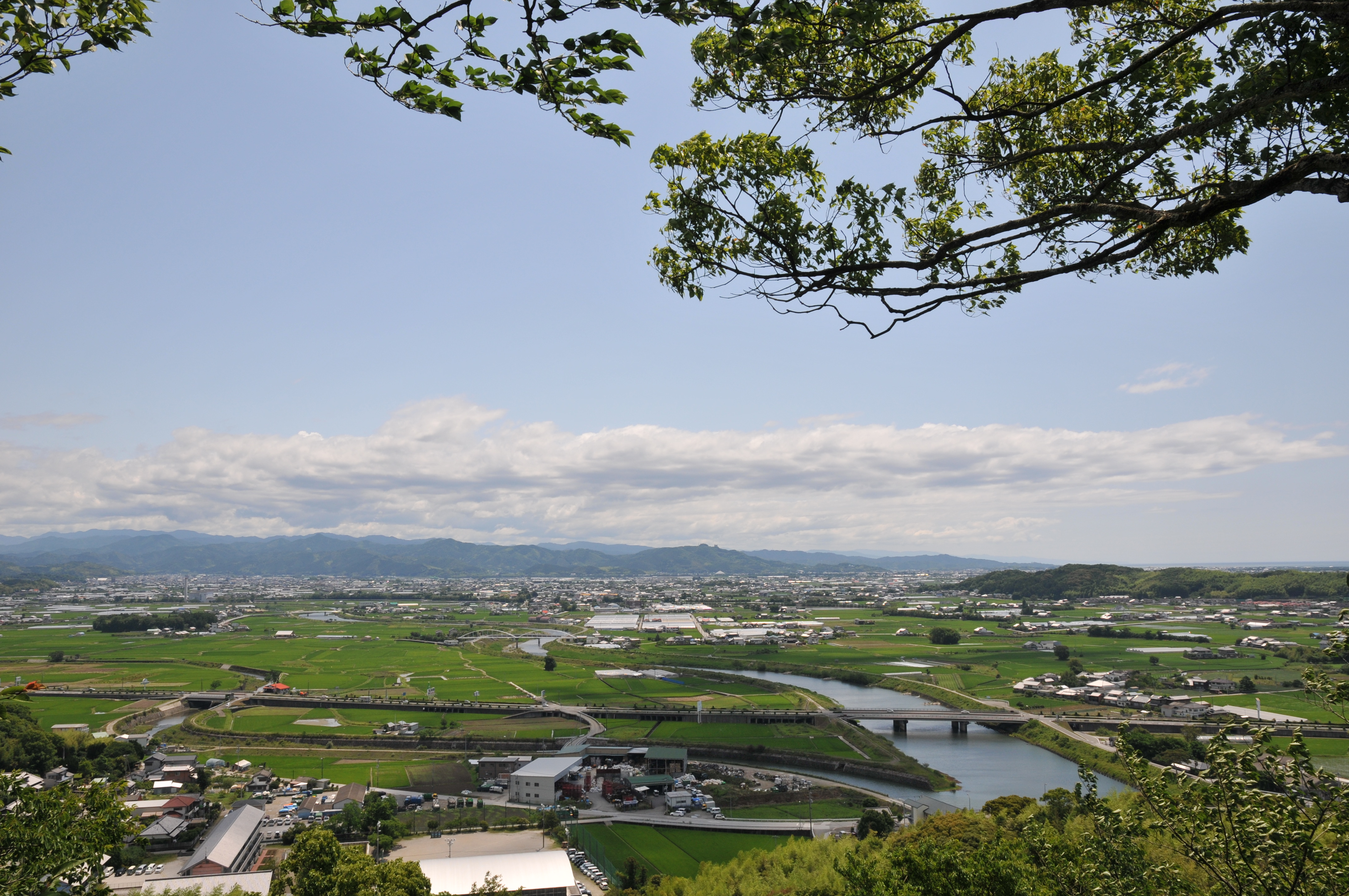
高知平野東部（香長平野）と南国市街遠景

## 概況
香長平野の北方および東方は国見山（標高1089メートル）を主峰とする山地であり、平野の近くでは標高300～500メートルの山が連なる。南部は大きく弧を描く土佐湾に向かって開ける。香長平野の西部の境界は浦戸湾である。
香長平野には標高100メートル程度や50メートル程度の小丘陵が点在している。
土佐湾沿いには芦原、沼地、池、小河川などの湿地が点在していたが、近年治水事業が進み、それらの湿地は面積を減少させている。

## 河川
この節では香長平野の河川を北西部から順に述べる。
- 国分川（新改川）：名称は国分寺に由来する。古代、土佐国の国府および国分寺は国分川流域にあった。
- 舟入川：香長平野の最大集落の南国市後免付近に発し土佐電鉄後免線沿いに流れ、浦戸湾に至る。
- 下田川：高知空港の西より介良（けら）地区を通って浦戸湾に至る。
- 南国市海岸部の小河川：十市川（とおちがわ）、東沢川、浜改田川などが流れ、それらは相通じている。
- 物部川：剣山山地の白髪山付近に発し高知空港付近にて土佐湾に注ぐ。物部川下流域は標高約80メートルの香美市杉田を起点とする扇状地をなし、河口部にかけてなだらかに下る。
- 香宗川（こうそうがわ）：香南市北部の香我美町付近に発し、香南市の赤岡・吉川地区にて土佐湾に注ぐ。
- 夜須川（やすがわ）：香南市夜須町国光付近に発し土佐くろしお鉄道夜須駅付近にて土佐湾に注ぐ。

## 歴史
- 縄文・弥生期の遺跡が南国市田村や香美市の龍河洞などに存在する。
- 律令制の時代において、土佐国の国府の所在地は南国市比江とされ、遺跡の発掘作業が行われている。国分寺は南国市国分の現在の国分寺の場所に存在したが寺域は現在よりも広かったと考えられている。
- 紀貫之は延長8年（930年）1月より承平5年（935年）2月まで土佐守の任にあり、任地で亡くした娘への思いや帰路の様子などから土佐日記を書く。
- 平安末～鎌倉期、頼朝の弟源希義（みなもとのまれよし）は介良（けら）荘に配流され、頼朝の挙兵に応じて決起を企てたが平家一門の家臣・蓮池権守家綱らによって討たれた。やがて源氏方の土豪夜須七郎行宗が家綱らを討った。
- 室町時代には守護代の細川頼益らの居館が南国市田村にあった。やがて香美郡では香宗我部氏、長岡郡では長宗我部氏が頭角をあらわし長宗我部氏が土佐国を統一したが秀吉に屈し、大坂の陣にて滅亡。
- 関ヶ原の戦いの後、山内一豊が土佐郡大高坂に高知城を築き、土佐国の政治の中心は現在の高知市に移った。

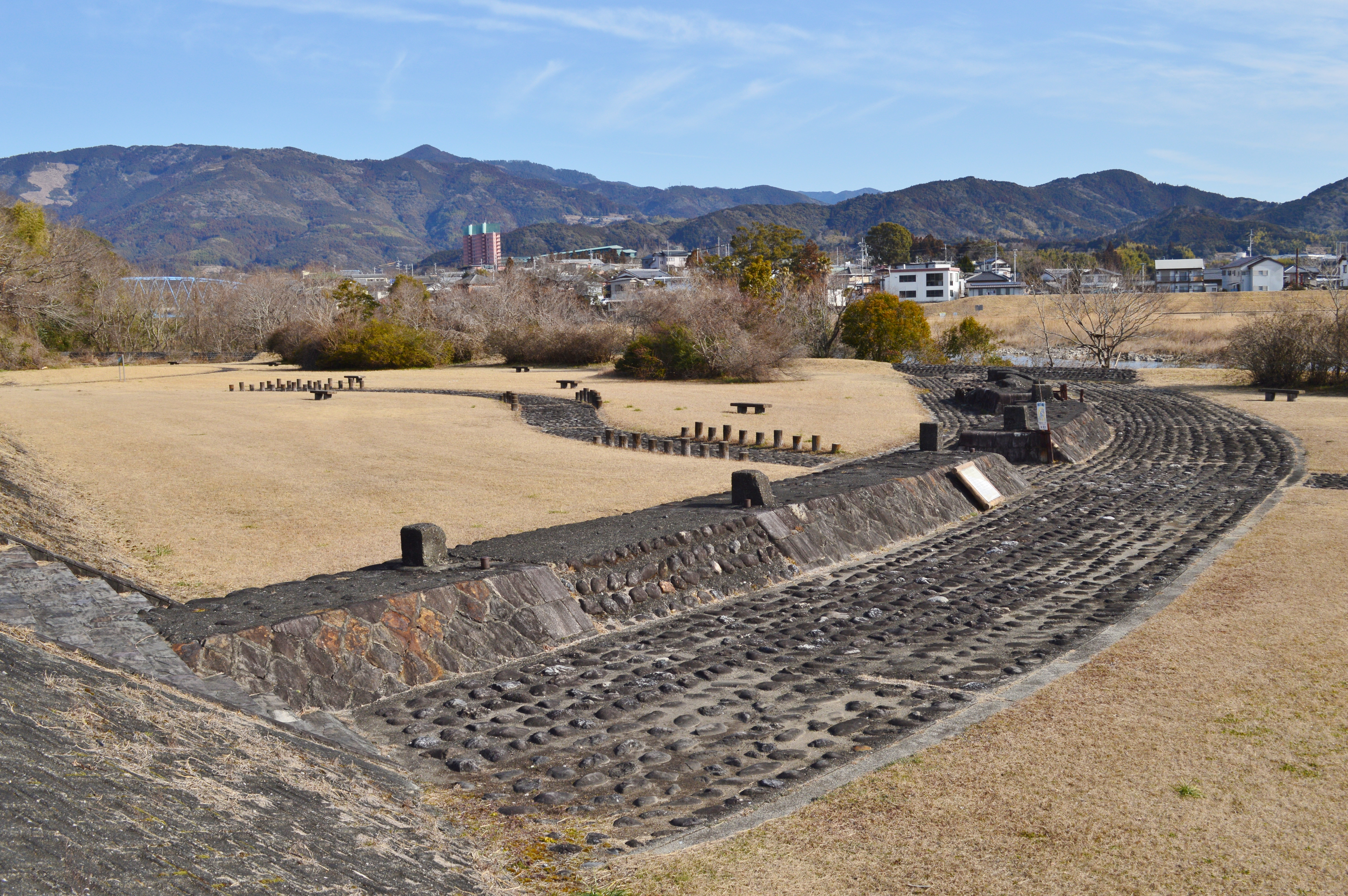
山田堰跡（高知県香美市）高知県指定史跡。後背に物部川。

- 寛永16年（1639年）、土佐藩家老の野中兼山は香美市土佐山田町小田島から神母ノ木（いげのき）にかけて物部川を横断する長さ327メートル、幅11メートル、高さ約1メートル50センチの山田堰を建設した。完成まで26年を要する難工事で領民の苦労も並大抵でなく、兼山は完成をまたずに失脚した。この堰は下流の平野の灌漑用水に、また舟入川などの運輸に利用された。
- 1944年、 旧日本海軍高知海軍航空隊基地が香美郡日章村に建設される。基地からは、特攻隊が出撃し、空港周辺には掩体壕（えんたいごう）が7基現存している。戦後アメリカ軍に接収されたが接収解除後高知空港となり1954年には大阪便が開設された。滑走路は順次延長され2004年に2500mになった。

## 行政
- 香長平野中西部は南国市（なんこくし）であり、中心集落はJR四国後免駅・南国市役所周辺である。
- 平野北東部は香美市（かみし）であり中心集落はJR四国土佐山田駅・香美市役所周辺である。
- 平野南東部は香南市（こうなんし）であり、市役所は野市地区にあるが、2006年(平成18年)3月1日に町村合併により成立した市であり中規模の集落が多数点在する。人口密度は赤岡地区が最大である。
- 高知市のうち、かつて長岡郡に属した地域、浦戸湾東岸南部の三里村、中部の五台山村、北部の高須村を1942/6/1編入。高知市最東端の大津村、介良村（けらむら）を1972/2/1編入。

## 交通
- 主要道路　高知自動車道、国道32号（高松市-高知市）、国道55号（徳島市-室戸市-高知市）、国道195号（高知市-四ツ足峠トンネル-徳島市)、海岸部の黒潮ライン
- 鉄道　JR四国土讃線、土佐くろしお鉄道阿佐線（ごめん・なはり線）、土佐電気鉄道後免線が通る
- 空港　高知空港